# 老嘢時速
《老嘢時速》是一部2024年上映的美国喜剧剧情片，由佐殊·麥高連（Josh Margolin）编剧、執導和剪辑。主演包括瓊·史桂布、佛列德·海辛爾、李察·朗次、克拉克·格雷格、帕克·波西和马尔科姆·麦克道威尔。 
電影2024年1月18日在圣丹斯电影节首映，2024年6月21日由發行公司Magnolia Pictures在美国上映。這部電影在上映後獲得了好評，並被美國國家評論協會評為 2024 年十大獨立電影之一 。

## 劇情
93歲的塞爾瑪·波斯特獨自住在洛杉磯。她漫無目標但充滿愛心的孫子丹尼爾·「丹尼」·馬科維茨經常來探望她，並照顧她的需求，儘管他對自己的生活並不負責任。雖然塞爾瑪與丹尼關係親密，但她覺得他持續的幫助有些居高臨下。
一名電話詐騙者冒充丹尼打電話給塞爾瑪，聲稱他被逮捕了。塞爾瑪按照指示將10,000美元寄到一個當地地址。在她的女兒蓋爾和女婿艾倫的恐慌之後，塞爾瑪發現丹尼安然無恙，而她被騙了。由於無法從警方那裡得到幫助，也不願意讓詐騙者得逞，塞爾瑪避開家人，前往該地址取回她的錢。
塞爾瑪試圖聯繫老朋友幫忙，但發現大多數人已經去世或搬走了。她勉強求助於Ben，一位住在輔助生活設施中的朋友和鰥夫，自從她丈夫去世後，她一直忽略他。他們騎著Ben昂貴的雙人滑板車前往他們的老熟人莫娜的家。塞爾瑪在Ben分散莫娜的注意力時偷走了她的槍。與此同時，丹尼、蓋爾和艾倫意識到塞爾瑪失蹤了，並尋找她但無果。在與父母的爭吵中，丹尼發洩了他最近與女友分手的事情，以及他除了照顧塞爾瑪之外缺乏技能，擔心自己一生無所成就。
塞爾瑪和Ben在接近詐騙者地址時在一個陰暗的社區迷路了。Ben堅持要返回，但塞爾瑪拒絕。他們爭吵起來，Ben責備塞爾瑪迴避他以及她不願意讓人幫助她，這讓他想起他因聽力受損而未能及時發現他已故妻子多年前的跌倒，直到為時已晚。塞爾瑪承認她並不需要他，只是需要他的滑板車。Ben的滑板車隨後被一名魯莽的司機撞毀，促使他放棄塞爾瑪。塞爾瑪獨自一人繼續步行，最終跌倒。她意識到自己無法獨自站起來，並放棄了希望，直到Ben回來幫助她，兩人和解。
塞爾瑪和Ben到達地址，一名年輕男子從郵政信箱中取走了塞爾瑪的錢。他們跟隨他來到一家破舊的古董店。Ben通過他們連接的電話聽著，而塞爾瑪潛入店內，發現店主哈維和他的孫子邁克爾在後室經營詐騙活動。塞爾瑪要求退還她的錢，但他們拒絕了，哈維抓住了她的手臂。哈維依賴氧氣調節器和他的孫子，哀嘆他的店鋪經營不善，並不得不靠詐騙來維持財務穩定。塞爾瑪假裝不認識他們，並為打擾他們道歉。坐下後，她拔出莫娜的槍對準哈維。邁克爾試圖逃跑，但在外面被Ben擊倒。塞爾瑪使用哈維的電腦，而Ben用槍指著哈維，但她在銀行系統上遇到困難。她打電話給丹尼求助，丹尼在開車來接他們的同時指導她轉賬。邁克爾重新進入店內，但塞爾瑪告訴他哈維在背後說他的壞話，導致邁克爾放棄了他的祖父。塞爾瑪從10,000美元中留下500美元給哈維，並責備他欺騙人們和不感激他的孫子，然後射擊他的電腦，使哈維無法繼續他的詐騙活動。塞爾瑪和Ben勝利地離開店鋪，隨後被丹尼接走。
最後，塞爾瑪與家人團聚，並觀看Ben在養老院表演的戲劇。她對Ben有了新的尊重，並計劃在不久的將來再次相聚。當塞爾瑪與丹尼一起探望她丈夫的墓地時，她向孫子保證，當她最終離世時，他會沒事的。當丹尼開車送塞爾瑪回家時，他們在車上談論著樹木無論根部看起來多麼扭曲，仍然活著是多麼不可思議。片尾彩蛋顯示導演暨編劇佐殊·麥高連與他自己的祖母進行了相同的對話。

## 演員
- 瓊·史桂布 飾 塞爾瑪 (Thelma)
- 佛列德·海辛爾 飾 「丹尼」(Daniel)
- 李察·朗次 飾 Ben
- 克拉克·格雷格 艾倫 (Alan)
- 帕克·波西 飾 蓋爾 (Gail)
- 马尔科姆·麦克道威尔 飾 哈維 (Harvey)
- 妮可·拜爾 飾 Rochelle